# Călinești-Oaș (gmina)
Călinești-Oaș – gmina w Rumunii, w okręgu Satu Mare. Obejmuje miejscowości Călinești-Oaș, Coca, Lechința i Pășunea Mare. W 2011 roku liczyła 5133 mieszkańców.